# Aubrieta

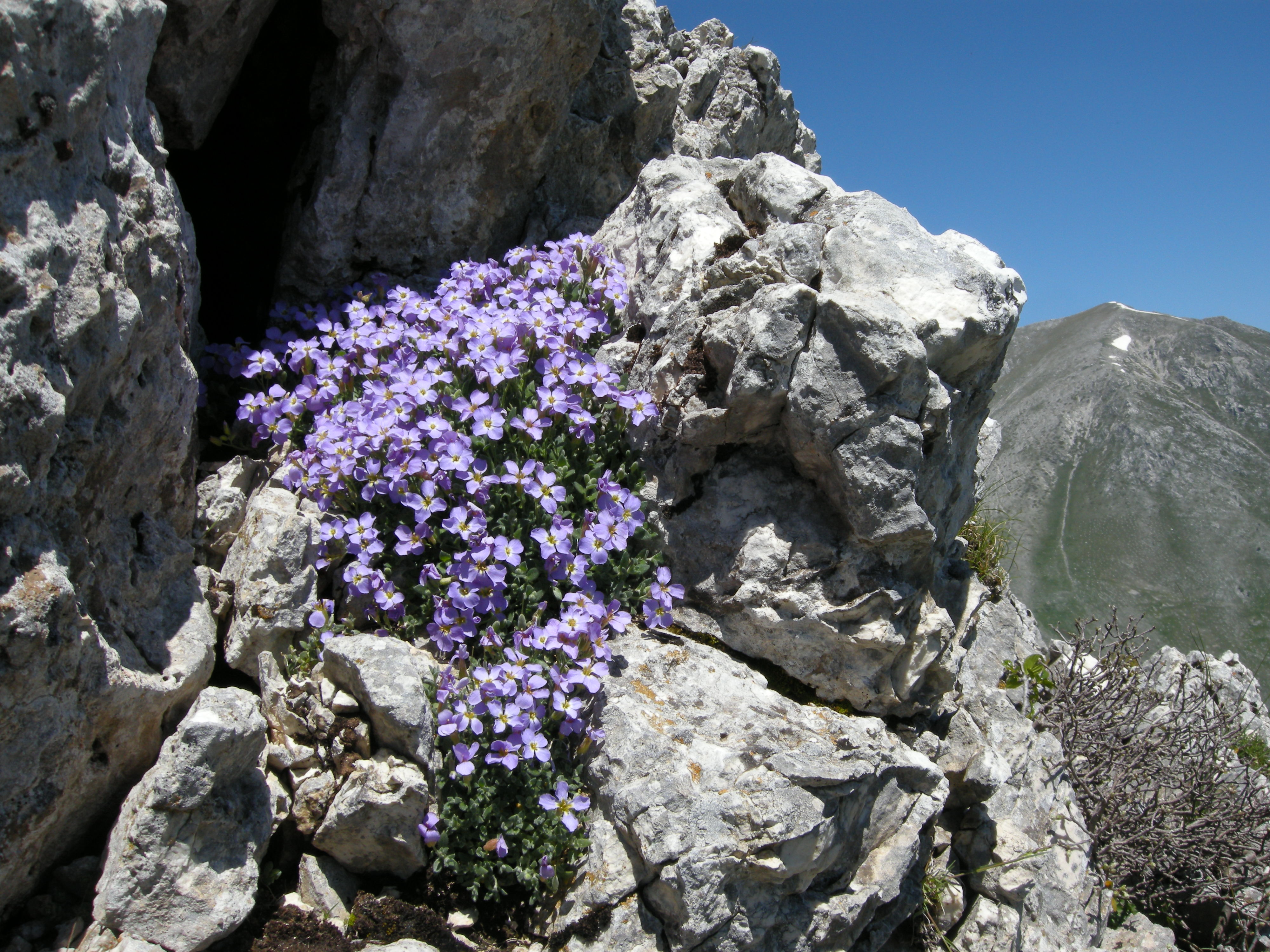
Aubrieta columnae

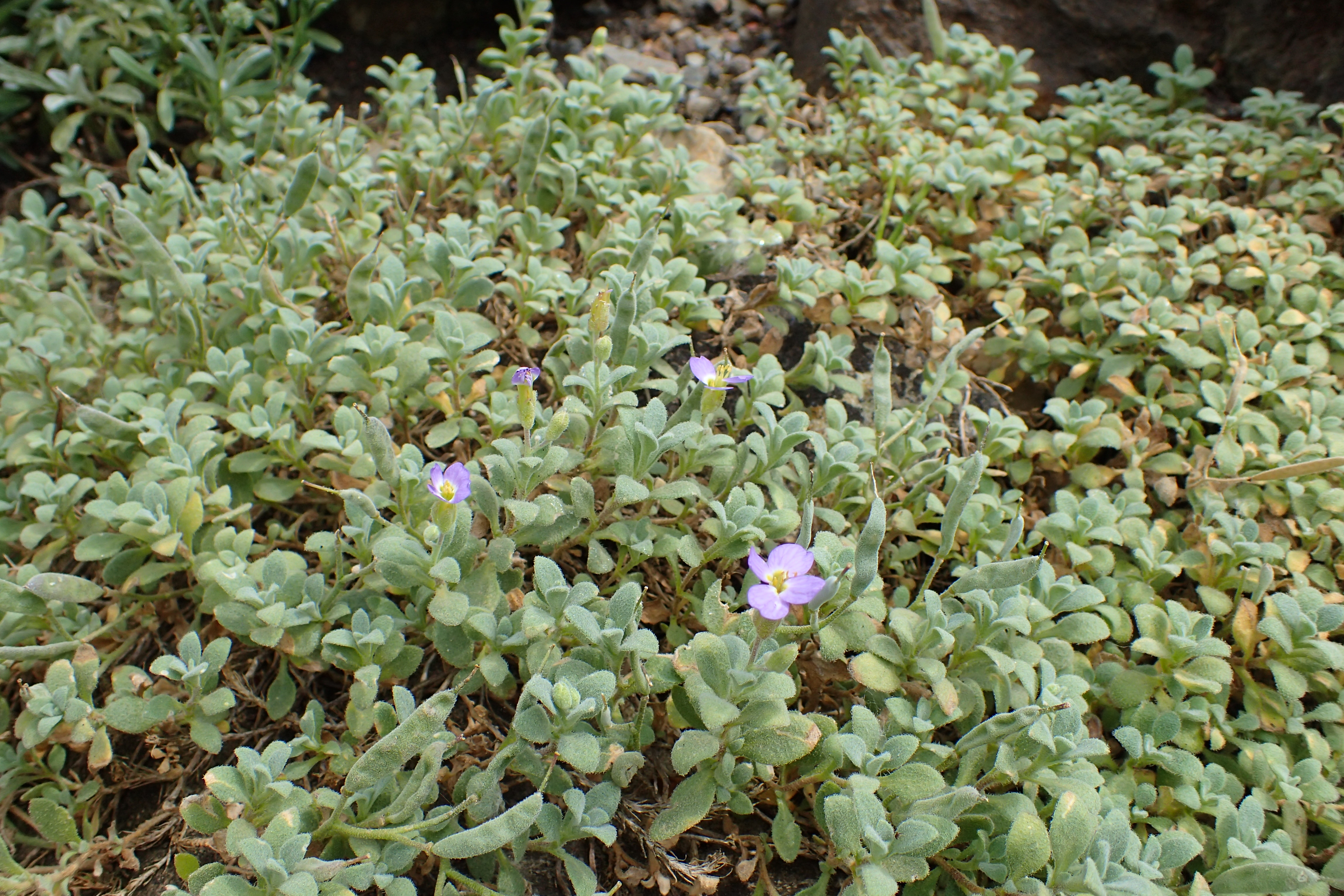
Aubrieta scardica

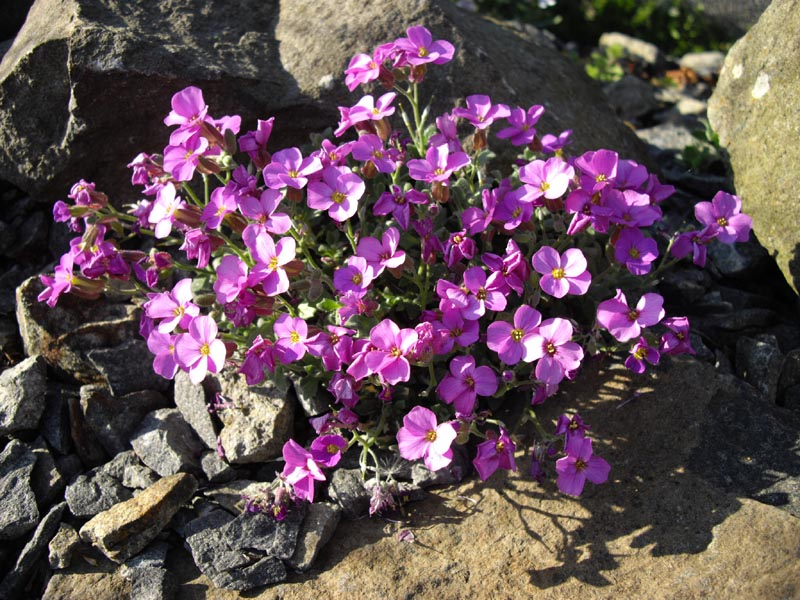
Varietat cultivar Aubrieta 'Antique rose'

Aubrieta és un gènere de plantes angiospermes de la família de les brassicàcies (Brassicaceae). Són espècies natives de la zona que va des del sud-est d'Europa fins a l'Iran i ha estat introduït a la major part d'Europa Occdiental i a Califòrnia.

## Descripció
Són petites plantes herbàcies perennes, sovint pubescents i formant grups cespitosos o en pulvínuls (coixinets). Les fulles són enteres, subsèssils i de forma que va d'obovades a espatulades. Les flors s'agrupen en inflorescències racemoses de poques unitats, són grans i vistoses, els seus quatre pètals poden ser de color violeta, porpra, blau o en algun cas blancs. El fruit és una síliqua.

## Taxonomia
Aquest gènere va ser publicat per primer cop l'any 1763 a la segona part de l'obra Familles des Plantes del botànic Michel Adanson (1727-1806).

### Etimologia
El gènere rep el nom de Claude Aubriet, un il·lustrador i artista botànic francès.

### Espècies
Dins del gènere Aubrieta es reconeixen les 23 espècies següents:
- Aubrieta albanica F.K.Mey. & J.E.Mey.
- Aubrieta alshehbazii Dönmez, Uğurlu & M.A.Koch
- Aubrieta amasya Tunçkol & Al-Shehbaz
- Aubrieta anamasica Peșmen & Güner
- Aubrieta birolmutlui Dönmez, Uğurlu & Yüzb.
- Aubrieta canescens (Boiss.) Bornm.
- Aubrieta columnae Guss.
- Aubrieta deltoidea (L.) DC.
- Aubrieta edentula Boiss.
- Aubrieta ekimii Yüzb., Al-Shehbaz & M.Koch
- Aubrieta erubescens Griseb.
- Aubrieta glabrescens Turrill
- Aubrieta gracilis Spruner ex Boiss.
- Aubrieta intermedia Heldr. & Orph. ex Boiss.
- Aubrieta libanotica Boiss. & Hohen.
- Aubrieta necmi-aksoyi Tunçkol, G.-Özkan & Al-Shehbaz
- Aubrieta olympica Boiss.
- Aubrieta parviflora Boiss.
- Aubrieta pinardi Boiss.
- Aubrieta scardica (Wettst.) Gustavsson
- Aubrieta scyria Halácsy
- Aubrieta thessala H.Boissieu
- Aubrieta vulcanica Hayek & Siehe

### Híbrids
S'ha descrit un híbrid natural:
- Aubrieta × hybrida Hausskn.

## Usos
Algunes espècies s'utilitzen com a plantes ornamentals, com ara als jardins de rocalla o com a coberta vegetal del sòl. Preferixen ser a ple sol i sòls ben drenats, tolera amplis marges de pH, sòls neutres o alcalins.